# Dianna Agron
Dianna Elise Agron (ur. 30 kwietnia 1986 w Savannah) – amerykańska piosenkarka i aktorka telewizyjna, znana głównie z roli cheerleaderki Quinn Fabray, granej w popularnym musicalowym serialu stacji FOX, Glee.

## Dzieciństwo
Dianna Agron urodziła się w Savannah, w Georgii, jako córka Marii (z domu Barnes) i Ronalda S. Agrona, dyrektora generalnego hotelu Hyatt. Wychowywała się w San Francisco, przez kilka lat mieszkała także w Teksasie. Rodzina Dianny Agron ze strony ojca pochodzi z Rosji, a ich pierwotne nazwisko przodków to "Agronskij". Jej ojciec jest Żydem, matka przeszła konwersję. Agron uczęszczała do szkoły hebrajskiej. Chodziła do Burlingame High School w Kalifornii. Lekcje tańca pobiera od trzeciego roku życia.

## Kariera

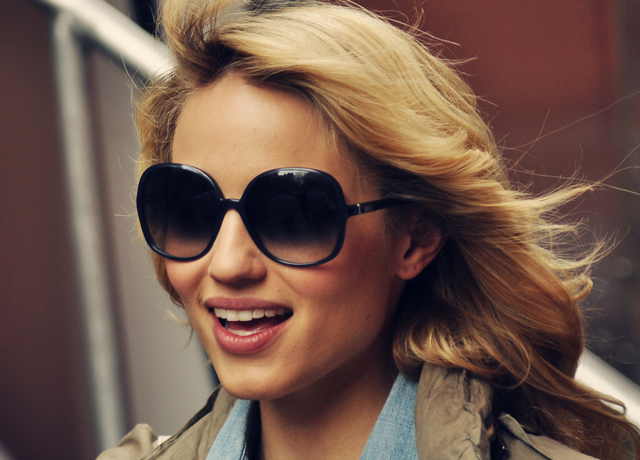
Dianna Agron (2011)

Dianna pojawiła się w serialach telewizyjnych takich jak Shark, Close to Home, CSI: NY, Wzór i Veronica Mars. Następnie zagrała Harper w 13-odcinkowej serii It's a Mall World, wyreżyserowanym przez Milo Ventimiglię. Potem wystąpiła w drugim sezonie Herosów jako Debbie Marshall, kapitan składu cheerleaderek.
Od 2009 do 2015 roku grała Quinn Fabray, w serialu Glee, emitowanym przez telewizję FOX, za którą otrzymała wysokie recenzje, uznanie krytyków i wiele nagród.
W 2010 Agron wyreżyserowała teledysk "Body" zespołu Thao with Get Down Stay Down.
W 2010 roku Dianna zagrała małą rolę Natalie w filmie Burleska, w którym wystąpiła obok takich gwiazd, jak Christina Aguilera, Cher, czy Stanley Tucci.
W 2011 roku zagrała jedną z głównych ról w filmie Jestem numerem cztery, Sarah Hart.
W 2011 roku została umieszczona na 37. miejscu na liście 100 najseksowniejszych kobiet według magazynu FHM.

## Filmografia

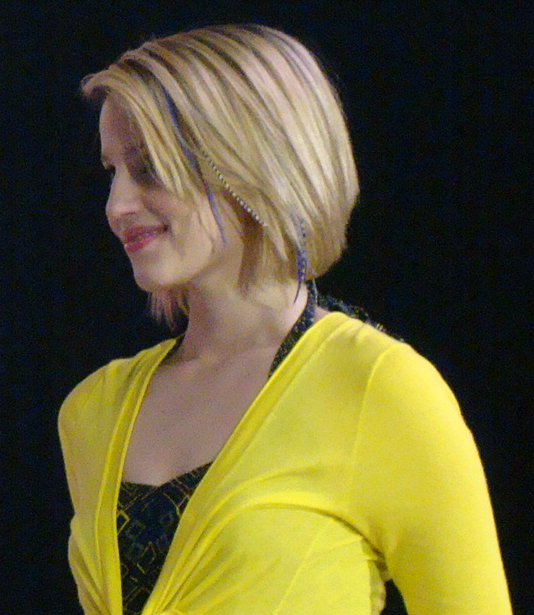
Dianna podczas Glee: The 3D Concert Movie (2011)

- 2006: CSI: Kryminalne zagadki Nowego Jorku jako Jessica Grant
- 2006: Drake i Josh jako Lexi (dziewczyna Drake'a)
- 2006: Shark jako Gia Mellon
- 2006: Veronica Mars jako Jenny Budosh
- 2007: Piekło miasta (TKO) jako Dyanna
- 2007: Skid Marks jako Megan
- 2007: Herosi jako Debbie Marshall
- 2007: It's a Mall World jako Harper
- 2008: Wzór jako Kelly Rand
- 2009: Fuchsia Elephant jako Charlotte Hill
- 2009: Dinner with Raphael jako Dianna
- 2009: Celebities Anonymous jako Sadie
- 2009-2015: Glee jako Quinn Fabray
- 2010: Bold Native jako Samantha
- 2010: The Romantics jako Minnow
- 2010: The Hunters jako Alice
- 2010: Burleska jako Natalie
- 2011: Jestem numerem cztery jako Sarah Hart
- 2011: Glee: The 3D Concert Movie jako Quinn Fabray/ona sama
- 2013: Porachunki jako Belle Blake
- 2015: Bare jako Sarah Barton
- 2015: Zipper jako Dalia
- 2015: Nie ma mowy! jako Finley
- 2017: Jekyll Island jako Amelia Rhondart
- 2017: Nowicjat jako siostra Mary Grace
- 2017: Droga do prawdy jako Alison Miller
- 2018: Ralph Demolka w internecie jako prezenterka (głos)
- 2019: Against the Clock jako Tess Chandler
- 2019: Berlin, I Love You jako Katarina
- 2020: Shiva Baby jako Kim
- 2021: The Laureate jako Laura Riding
- 2021: As They Made Us jako Abigail
- 2022: Acidman jako Maggie
- 2023: Zegar jako Ella

## Nagrody
- Nagroda Gildii Aktorów Ekranowych
  - Wygrana: SAG Najlepszy zespół aktorski w serialu komediowym lub musicalu
  - (2009) za Glee